# (463884) 2014 UX66
(463884) 2014 UX66 es un asteroide perteneciente al cinturón de asteroides, descubierto el 18 de noviembre de 2003 por el equipo Spacewatch desde el Observatorio Nacional de Kitt Peak (Arizona, Estados Unidos).